# リオバ (小惑星)
リオバ (974 Lioba) は小惑星帯に位置する小惑星である。ハイデルベルクのケーニッヒシュトゥール天文台でカール・ラインムートによって発見された。
8世紀に現在のドイツにあたる地域で布教した聖女タウバービショフスハイムのレオバ (en:Leoba) にちなんで命名された。